# Gutshaus Diedersdorf

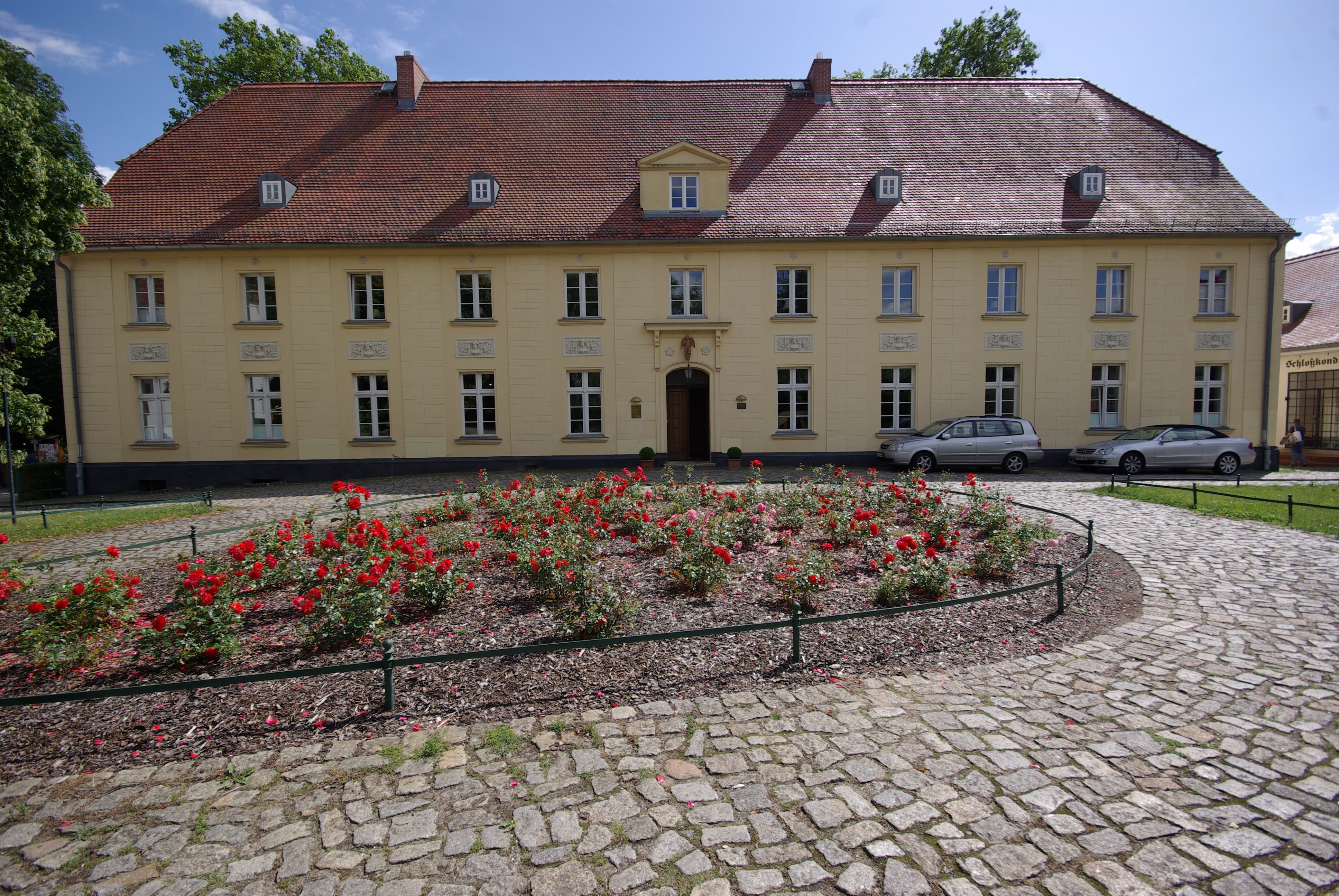
Gutshaus Diedersdorf

Das Gutshaus Diedersdorf (offizielle Bezeichnung in der Landesdenkmalliste Gutshaus mit Taubenhaus) ist ein denkmalgeschütztes Herrenhaus in Diedersdorf, einem Ortsteil der Gemeinde Großbeeren im Landkreis Teltow-Fläming im Land Brandenburg.

## Lage
Die Straße nach Großbeeren führt von Westen kommend in den Ort. Dort verläuft sie in ostsüdöstlicher Richtung und führt als Chausseestraße in östlicher Richtung aus dem Ort. Das Gutshaus liegt südlich der Straße und damit im südlichen Bereich der Gemarkung. Nordöstlich befindet sich die Dorfkirche Diedersdorf.

## Geschichte

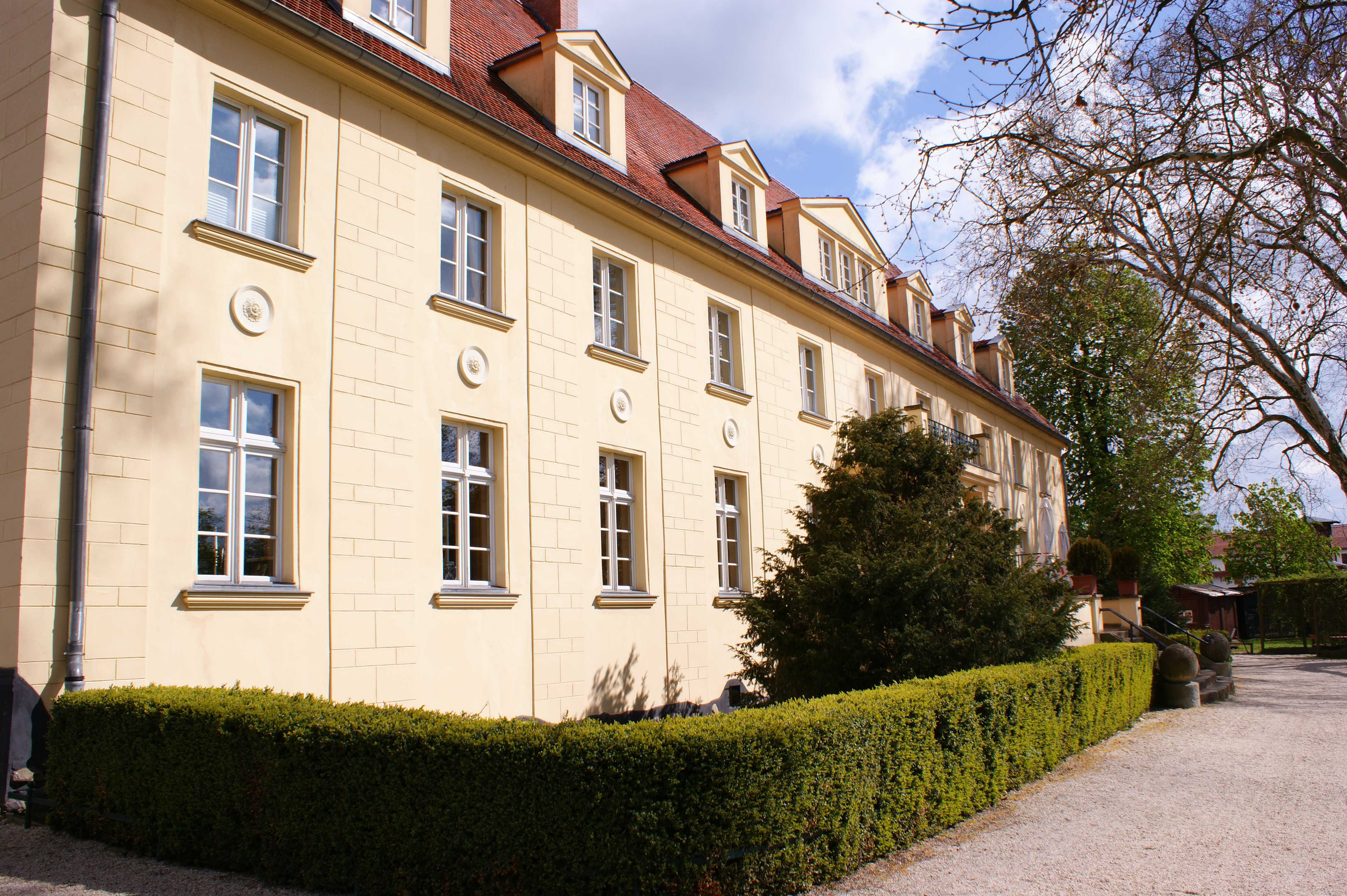
Südseite des Gebäudes

Diedersdorf wurde bereits 1375 erstmals urkundlich erwähnt. Es gab zu dieser Zeit bereits ein Rittergut, so dass es vermutlich bereits auch ein Gutshaus gab. Auf diesem (einem weiteren?) Fundament entstand in den Jahren 1798 bis 1800 das Gutshaus. Hiltrud und Carsten Preuß begründen diese Annahme in ihren Ausführungen in Die Guts- und Herrenhäuser im Landkreis Teltow-Fläming durch zwei Kellerräume, die sich von der dritten Achse bis zur siebten Achse des Gebäudes erstrecken. Dort befinden sich massive, ausladende Gewölbetonnen mit bis zu zwei Meter starkem, unregelmäßig geschichtetem Mauerwerk aus Feldsteinen. Dieses Fundament entstand vermutlich bereits im Mittelalter. Ab 1616 besaß Caspar (von) Bellin das Gut, dann Anna von Beer. Die äußerst wechselhafte Besitzergeschichte führt weiter die Brüder Andreas und Joachim von Bardeleben, und bereits vor 1663 die Familie von Thümen, vertreten durch Hans Friedrich und Hans Joachim von Thümen. Des Letzteren Witwe war eine geborene von Beer, die daurch Diedersdorf kurz zurückerhielten. Nachfolgend gehörte Diedersdorf der Familie von Zabeltitz. 1666 stand dem Gut General L. von der Goltz vor, 1691 die von der Marwitz. Diese Familie bildete eine eigene Familienlinie Diedersdorf heraus und vererbte das Gut innerhalb des gesamten Adelsgeschlechts weiter. Namhaft wurde der spätere Generalmajor Otto Sigismund Albrecht Alexander von der Marwitz. Zeitweise übernahmen die von Zabeltitz nochmals Anteile, bis 1780.
Auf den Fundamenten des Mittelalters ließ der preußische Offizier und Landrat Ernst Friedrich Wilhelm von Bandemer ein Gebäude errichten. Nach seinem Tod übernahm seine Tochter Marie Friederike Caroline Henriette von Bandemer das Gut. Sie starb unverheiratet, hatte aber verfügt, dass das Gut in eine Stiftung für Offizierstöchter, die älter als 40 Jahre waren, überführt werden sollte. Als Vorerbin setzte sie ihre Gesellschafterin, Bertha Schweitzer, ein. Ihr Besitztum führt das Generaladressbuch der Rittergutsbesitzer der Provinz Brandenburg in der Nachweisung der kreistagfähigen Rittergüter mit rund 955 ha auf. Davon waren anteilig etwa 329 ha Waldbesitz. Zum Gut gehörte damals eine Brennerei. Als Pächter agierte Ober-Amtmann Lüdicke. Frau Schweitzer, sie lebte in Diedersdorf und in Berlin, starb 1893 und die Friedericke Amalie von Bandemersche-Offizierstöchter-Stiftung nahm ihre Arbeit auf. 1895 übernahm Carl Viktor Liepmann das Gut und leitete es bis 1911. Unter seiner Führung übernahm die Stadt Berlin im Jahr 1901 das Gut, um die Berliner Rieselfelder zu erweitern. Der Direktor der Berliner Stadtgüter, Heinrich Ruths, lebte von 1919 bis 1933 im Gutshaus. In dieser Zeit wurde die Freitreppe verändert. Ursprünglich standen dort zwei Vollplastiken, die Löwen zeigten.
Im Zweiten Weltkrieg gab es am Gebäude keinen nennenswerten Schäden. Um 1950 zogen neun Landarbeiterfamilien aus dem Volkseigenen Gut ein und in den Jahren nach dem Krieg ging die Ausstattung an Möbel und Gemälden ab. Der Keller wurde in der Zeit der DDR von einer Gaststätte genutzt, einige übrige Räumlichkeiten vom Volkseigenen Gut. Durch die neue Nutzung wurden einige Wände versetzt und die Tür zwischen dem Saal und der Terrasse durch ein Fenster ersetzt. 1982 wurde das Gebäude zwar unter Denkmalschutz gestellt, für eine erforderliche Sanierung fehlten jedoch die finanziellen Mittel.
Nach der Wende übernahm ein privater Investor das Gut und führte umfangreiche Sanierungsmaßnahmen durch. Die Fassade sowie der Altan wurden erneuert, die ursprüngliche Farbgebung mit einem orange-braunen Farbton wiederhergestellt. Die Salons sowie der Saal dienen im 21. Jahrhundert als Restaurant und Tagungsstätte; im Obergeschoss befinden sich Hotelzimmer und Appartements. Der Pferdestall, ebenfalls aus der Zeit um 1800 errichtet, dient seither als Landgasthof. Erhalten blieb auch der Taubenturm, ein zweigeschossiger Feldsteinkubus und oktogonalem Aufsatz aus Fachwerk aus der Mitte des 19. Jahrhunderts. Ein weiteres Gebäude, die sogenannte Markthalle, entstand 1999 an Stelle einer zuvor nach 1945 abgerissenen Scheune.

## Baubeschreibung

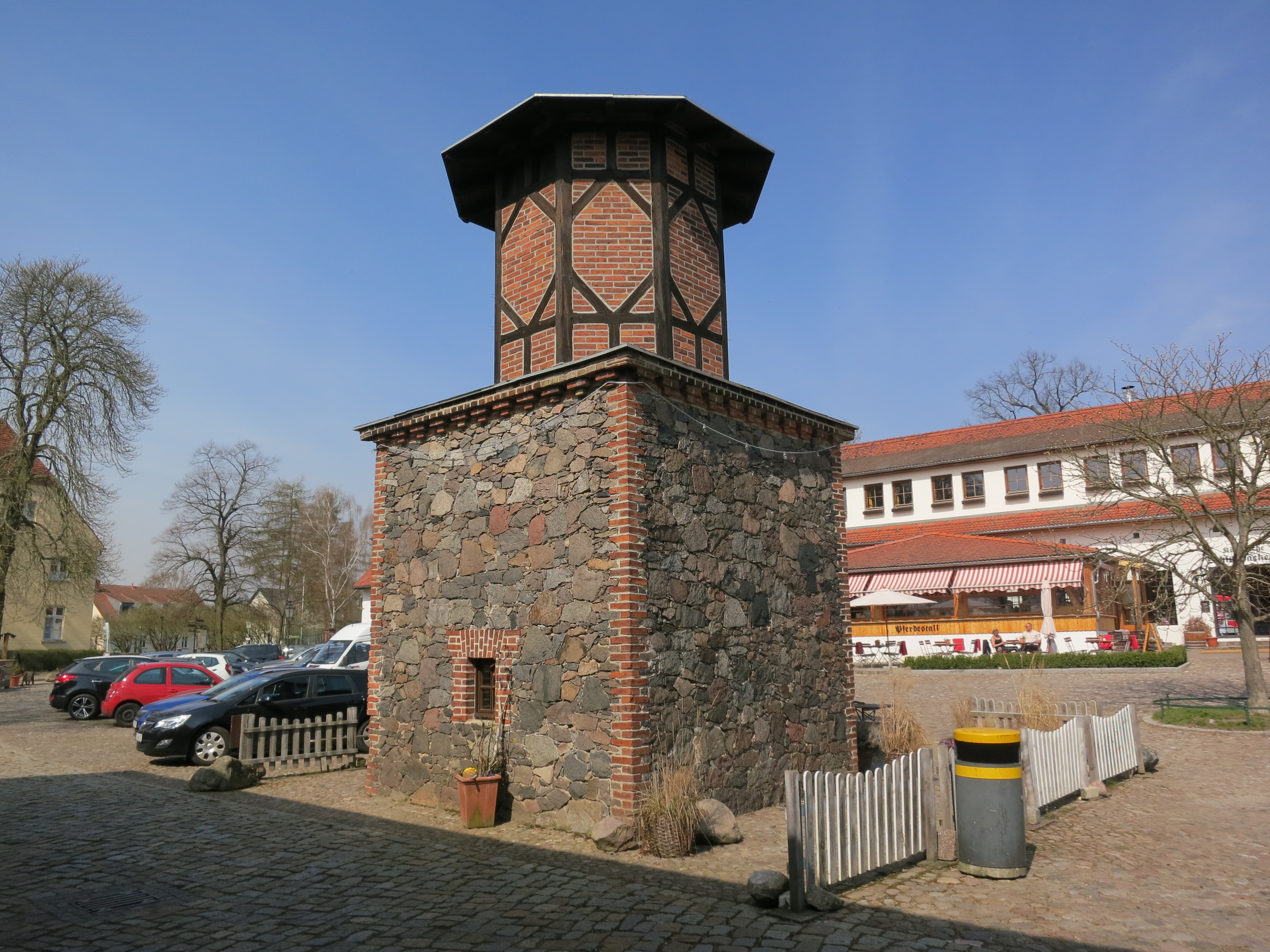
Taubenhaus

Von Bandemer ließ einen elfachsigen Bau mit einem rechteckigen Grundriss errichten, der anschließend verputzt wurde. So entstand ein zweigeschossiges Gebäude mit einem Krüppelwalmdach. In den einzelnen Achsen sind im unteren Geschoss große und hochrechteckige Sprossenfenster, die im oberen Geschoss durch kleinere, aber ebenfalls hochrechteckige Sprossenfenster ergänzt werden. Dazwischen sind in den horizontalen Fassadenabschnitten je ein Relief aus Stuck, das eine Frauenbüste mit Akanthus und Efeu zeigt. Am Übergang zum Dachfirst sind oberhalb der kleineren Fenster Blattrosetten aufgetragen. In den dazwischenliegenden, vertikalen Fassadenabschnitten wurde Quaderputz aufgetragen. Nach Norden – zur Dorfseite – ist über dem Eingang eine Konsole mit einer vollplastischen Figur aus Terrakotta, die einen kleinen, sitzenden Engel darstellt. Oberhalb des Eingangs ist im Dach eine Gaube mit einem dreieckigen Giebel. Die Südseite der Fassade ist mit Stuckrosetten verziert. Zum Park hin ließ von Bandemer einen Söller sowie einen darüberliegenden Balkon errichten. Davor ist eine neobarocke Freitreppe, die in den Park führt.

## Gutspark
Südlich des Gutshauses befand sich um 1900 eine Rasenfläche mit einzelnen Bäumen. Sie dient im 21. Jahrhundert im Wesentlichen als Biergarten. Im Südwesten sind einzelne, ältere Bäume noch vorhanden, ebenso ein Teich. Er wurde 1990 wiederhergestellt.